# КН-23 (навигационный комплекс)
КН-23 — навигационный комплекс, предназначенный для установки на самолёты фронтовой авиации и работы в составе прицельно-навигационного комплекса (ПрНК).

## Назначение
Комплекс предназначен для решения задач навигации и посадки, выдачи навигационной информации на индикаторные приборы и в систему автоматического управления полётом для выполнения автоматического, полуавтоматического или ручного управления самолётом на всех этапах полёта.
Комплекс КН-23 обеспечивает решение следующих навигационных задач:
- полёт по заданному маршруту с выходом самолёта в район заданных пунктов маршрута;
- автоматическое счисление координат текущего местоположения самолета по данным бортовых автономных средств;
- автоматическую коррекцию счисленных координат от системы РСБН-6С;
- возврат самолёта на аэродром посадки, выполнение предпосадочного маневра, заход на посадку до высоты 40-50 м, или выполнение повторного захода на посадку;
- определение и выдачу потребителям и на индикаторные приборы следующих основных навигационных и пилотажных параметров:
  - истинного курса;
  - гиромагнитного курса;
  - заданного курса;
  - курсового угла радиостанции;
  - путевой скорости;
  - угла сноса;
  - текущего угла крена;
  - текущего угла тангажа;
  - сигналов отклонения от равносигнальных зон посадочного радиомаяка;
  - отклонения от заданной высоты на траектории снижения и предпосадочного маневра;
  - разовых команд.

Комплекс имеет несколько вариантов исполнения, в зависимости от типа летательного аппарата. Установлен на различных модификациях Су-17, Су-25, МиГ-27, и МиГ-23Б.

## Состав
- радиотехническая система ближней навигации РСБН-6С (комплект)
- доплеровский измеритель путевой скорости и угла сноса ДИСС-7
- инерциальная курсовертикаль ИКВ-1 (комплект)
- вычислитель автономный В-144
- датчик воздушной скорости ДВС-10
- датчик высоты ДВ-30К
- рама амортизационная РА-5

## Работа комплекса (кратко)
Вычисление местоположения самолета сводится к счислению пути, либо к определению местоположения путем измерения азимута и дальности, а счисление пути сводится к измерению пройденного расстояния по координатным осям ортодромической системы координат на основе данных о скорости, и направлении полета.
Основные режимы работы комплекса - это режим навигации и режим посадки, причём режим навигации имеет подрежим возвращения на аэродром.
Основным изделием, вокруг которого строится работа комплекса КН-23, будет вычислитель системы РСБН. В вычислитель поступает навигационная информация от радиотехнических систем - ДИСС-7, РСБН-6С, РСДН А-711 и нерадиотехнических - от ИКВ-1, датчиков ДВС-10, ДВ-30 и ЗДВ (или системы воздушных сигналов типа СВС-II-72-3). Вычислитель преобразует в соответствии с заложенными алгоритмами поступающую информацию в сигналы отклонения от заданного курса и заданной высоты и непрерывно передаёт их в САУ, где они преобразуются в сигналы управления, передаваемые на рули, и сигналы индикации, подаваемые на командные пилотажные и навигационные приборы НПП и КПП. Также в САУ постоянно поступают сигналы текущего курса, крена и тангажа с ИКВ, и сигналы в режиме захода на посадку с радиоканала РСБН.
То есть навигационный комплекс совместно с САУ образует навигационно-пилотажный комплекс, и служит для определения местоположения самолета и формирования сигналов траекторного управления самолетом.